# Кропива (програма)
Бойова система управління тактичної ланки «Кропива» — програмне забезпечення для створення карт ситуаційної обстановки. В поєднанні з пристроями та приладами, являє собою програмно-апаратний комплекс збору, аналізу та обробки різноманітної інформації для розвідувальних підрозділів сухопутних військ. Розроблене для планування роботи та орієнтування бойових розрахунків. Розроблена ТОВ "Конструкторське бюро «Логіка» яке входить до Ліги оборонних підприємств України. Використовується різними підрозділами сухопутних військ ЗСУ, НГУ, ТРО (артилерія, бронетехніка, піхотні та розвідувальні підрозділи).

## Історія
Розробка, інтеграція та випробування системи почалися 2014 року на початку війни Росії проти України як волонтерський проєкт, коли група розробників із волонтерської організації Армія SOS почали постачати планшети до ЗСУ. У 2014-2023 було інстальовано 10 тис. одиниць програмного забезпечення, налагоджено службу технічної та програмної підтримки.
Система об'єднує в єдину екосистему координацію підрозділів на полі бою та в тилу. Дає змогу скоротити час розгортання засобів артилерійської батареї. Система застосовується під час російського вторгнення в Україну. За класифікацію НАТО «Кропиву» відносять до систем типу С2 command and control.

## Опис
Можливості системи
- Доступ до електронної карти місцевості з відображенням власної позиції за GPS;
- Обмін даними з іншими абонентами системи. Дані в загальному випадку включають позиції союзних підрозділів, координати виявлених цілей та короткі текстові повідомлення;
- Рішення окремих розрахункових завдань, таких як розрахунок маршу, зони вогневого ураження або артилерійських поправок;
- Забезпечення взаємодії та передачі даних з засобів розвідки — БПЛА, радарними та звукометричними комплексами — в автоматичному режимі[1][6].

Для використання системи необхідне таке обладнання: планшетний комп'ютер з GPS, дрон, радіостанція, бінокль, лазерний далекомір, тепловізор.[чому?][джерело?]

## Рекорди
У серпні 2022 року, ймовірно, було поставлено рекорд з ураження танком іншого танка на найбільшій віддалі. Екіпаж українського танка Т-64БВ за допомогою «Кропиви» уразив російський танк на відстані близько 10,6 км. Танк вів вогонь непрямим наведенням з коригуванням за допомогою дрона. За словами танкістів, для знищення вони здійснили 20 пострілів. Попри відсутність чітких доказів, така подія є цілком можливою. Попередній рекорд поставив британський Challenger 1, знищивши іракський танк з віддалі понад 4700 метрів під час війни в Затоці.